# روبين أغيرو
روبين أغيرو (بالإسبانية: Rubén Agüero)‏ هو لاعب كرة قدم أرجنتيني، ولد في 20 فبراير 1960 في وخان دي كويو في الأرجنتين. شارك مع منتخب الأرجنتين لكرة القدم. أما مع النوادي، فقد لعب مع إستوديانتيس دي لا بلاتا وخيمناسيا إسغريما دي ميندوزا وسوسيداد ديبورتيفو كيتو ونادي لانوس.

## مسيرته الكروية
لعب روبين أغيرو خلال مسيرته الاحترافية مع 4 أندية في ثلاثة عشر موسمًا وسجل خلالها 14 هدفًا ضمن 305 مباراة. ولم يفز بأي موسم بالكأس وفاز في موسم واحد بالدوري.
خاض روبين أغيرو مسيرته مع نادي خيمناسيا إسغريما دي ميندوزا في عامي 1981-1983 ولمدة موسمين، مشاركًا في 22 مباراة ولم يسجل أي هدف. ثم انتقل إلى نادي إستوديانتيس دي لا بلاتا في موسم 1983 ليلعب معه ثمانية مواسم، حيث شارك في 208 مباراة سجل خلالها 14 هدفًا. لينتقل بعدها إلى نادي لانوس في موسم 1990–91 ولمدة موسمين، مشاركًا في 60 مباراة ولم يسجل أي هدف. ثم انتقل إلى نادي سوسيداد ديبورتيفو كيتو ما بين عامي 1992 و1993 لمدة موسم واحد، مشاركًا في 15 مباراة ولم يسجل أي هدف أيضًا.

## وصلات خارجية
- روبين أغيرو على موقع الاتحاد الدولي (مؤرشف)  (الإنجليزية)
- روبين أغيرو على موقع قاعدة بيانات كرة القدم.إي يو (الإنجليزية)
- روبين أغيرو على موقع ناشيونال فوتبول تيمز (الإنجليزية)
- روبين أغيرو على موقع Soccerway.com (الإنجليزية)
- روبين أغيرو على موقع اللجنة الأولمبية الدولية (الإنجليزية)
- روبين أغيرو على موقع أوليمبيديا (الإنجليزية)